# Turducken
Il turducken è un piatto statunitense diffuso in Louisiana. Consiste in un'anatra disossata ripiena di un pollo disossato, a sua volta racchiusa in un tacchino disossato. Turducken è una parola macedonia delle parole turkey ("tacchino"), duck ("anatra") e chicken ("pollo").
Durante la preparazione, tutte le cavità del pollo vengono farcite con una miscela che può contenere pangrattato o carne di salsiccia molto condita. In alcune versioni, il ripieno cambia per ogni uccello. Il risultato è un piatto di pollame a strati abbastanza solido che può essere brasato, arrostito o grigliato.
In Inghilterra viene invece preparato il gooducken, una variante del turducken che sostituisce il tacchino con l'oca.

## Storia

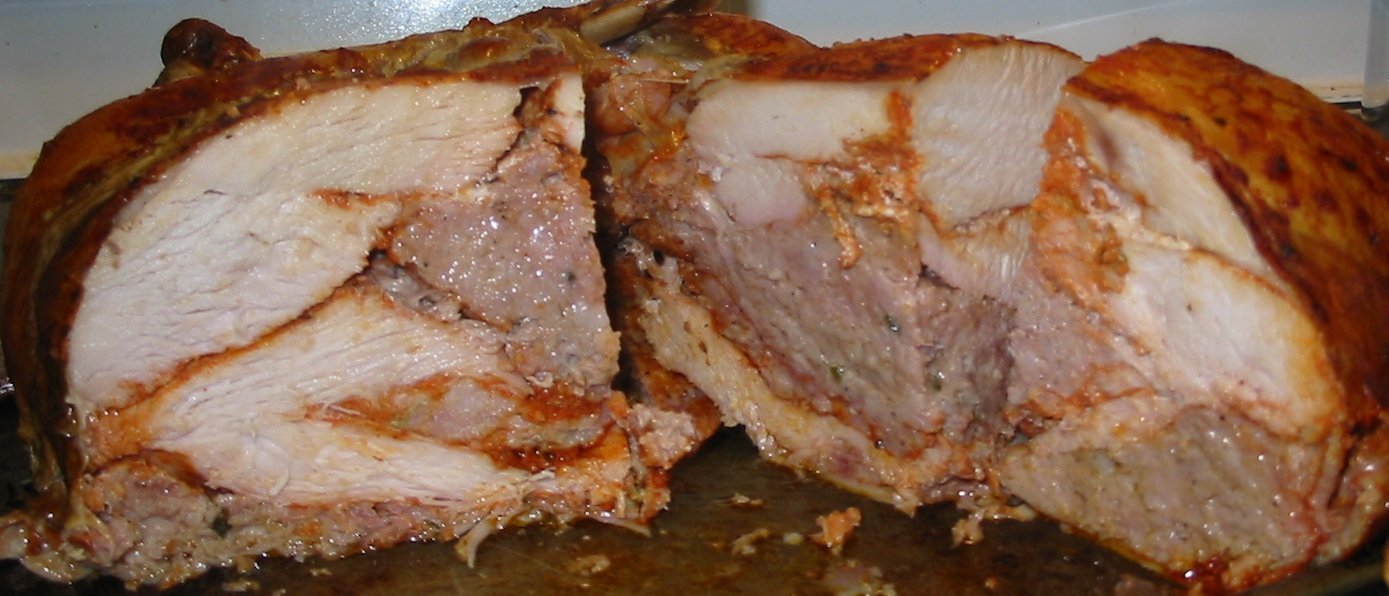
Un turducken aperto

Fra gli antecedenti del turducken vi è il rôti sans pareil ("arrosto senza eguali") riportato nell'Almanach des Gourmands (1807) di Grimod de la Reynière. Tale ricetta consisteva in diciassette volatili racchiusi l'uno dentro l'altro ovvero un'otarda, un tacchino, un'oca, un fagiano, un pollo, un'anatra, una faraona, un'alzavola, una beccaccia, una pernice, un piviere, una pavoncella, una quaglia, un tordo, un'allodola, un ortolano e un beccafico. Tuttavia, de la Reynière afferma che il rôti sans pareil non fosse una novità in quanto gli antichi romani producevano arrosti simili. Più tardi, durante l'epoca vittoriana, fu inventato il Pandora's Cushion, un fagiano ripieno di pollo e ripieno a sua volta di carne di anatra. Un altro "antenato" del piatto è attribuito al diplomatico francese Charles Maurice de Talleyrand-Périgord che, nel 1891, ideò la Quail à la Talleyrand, a base di mousse di quaglia, foie gras e salsa di champagne.

Il libro Passion India: The Story of the Spanish Princess of Kapurthula presenta una sezione che descrive un piatto simile che veniva preparato in India alla fine del diciannovesimo secolo:
Le origini del vero e proprio turducken sono però incerte. La versione più comunemente accettata vuole che fu popolarizzato dallo chef cajun Paul Prudhomme. Altre fonti vogliono invece che fosse stato inventato nel 1985 nel locale Hebert's Specialty Meats di Maurice, nella Louisiana. I suoi proprietari Junior e Sammy Hebert lo avrebbero infatti preparato "dopo che un uomo del luogo portò i suoi uccelli in negozio prima di chiedere ai fratelli di preparare il miscuglio". La britannica Pure Meat Company offriva, nel 1989, un arrosto ripieno di salsiccia, composto dalla carne di cinque uccelli diversi (un'oca, un tacchino, un pollo, un fagiano e un piccione) e presentato come un revival moderno della tradizionale torta di Natale dello Yorkshire; un anno più tardi, la stessa azienda inventò un'anatra ripiena di pollo farcito a sua volta con la carne di piccione e insaporita con salvia e mele.